# Uroballus peckhami
Uroballus peckhami är en spindelart som beskrevs av Zabka 1985. Uroballus peckhami ingår i släktet Uroballus och familjen hoppspindlar. Inga underarter finns listade i Catalogue of Life.